# Wladislaw Gorschkow
Wladislaw „nafany“ Gorschkow (russisch Владислав Горшков; * 15. Juni 2001) ist ein russischer E-Sportler in der Disziplin Counter-Strike: Global Offensive, welcher aktuell für Cloud9 spielt.

## Karriere
Gorschkow startete seine professionelle Karriere im Mai 2018 beim Team FLuffy Gangsters, welches er im Juni wieder verließ. Von September bis Dezember 2018 spielte er für Vyalie Pitoni.
Im April 2019 wechselte er zu Gambit Youngsters, dem Juniorenteam von Gambit Gaming. In diesem Jahr erzielte er mit seinem Team den Halbfinaleinzug bei der WePlay! Forge of Masters Season 2 und einen 7.–8. Platz bei den Copenhagen Games 2019 und der DreamHack Open Sevilla 2019. Im Oktober des folgenden Jahres wurde er ins Hauptteam von Gambit befördert. Danach gewann er die DreamHack Open November 2020 und er beendete die DreamHack Open des Folgemonats auf dem 3.–4. Rang.
2021 siegte Gorschkow bei der IEM Katowice 2021, dem Pinnacle Cup I, der Epic CIS League Spring 2021, der IEM Summer, den Blast Premier: Spring Finals 2021, der IEM XVI – Fall: CIS und dem V4 Future Sports Festival – Budapest 2021. Außerdem erzielte er den zweiten Platz bei der Snow Sweet Snow #1, der ESL Pro League Season 13, der DreamHack Masters Spring 2021, der StarLadder CIS RMR 2021 und dem BLAST Premier: World Final 2021. Im PGL Major Stockholm 2021, welches sein erstes Major-Turnier war, erzielte er den 3.–4. Platz. Überdies wurde er mit seinem Team zum zweitbesten Team des Jahres von HLTV gewählt.
2022 gewann er das Funspark ULTI 2021 und er erreichte bei der IEM Katowice 2022 den 5.–6. Rang. Nachdem er kurzzeitig unter dem neutralen Namen Players spielte und sich mit einem zweiten Platz im PGL Major Antwerp 2022: European RMR B für das Major PGL Major Antwerp 2022 qualifizieren konnte, wurde er zusammen mit seinem Team von Cloud9 verpflichtet.